# Marcella Boveri

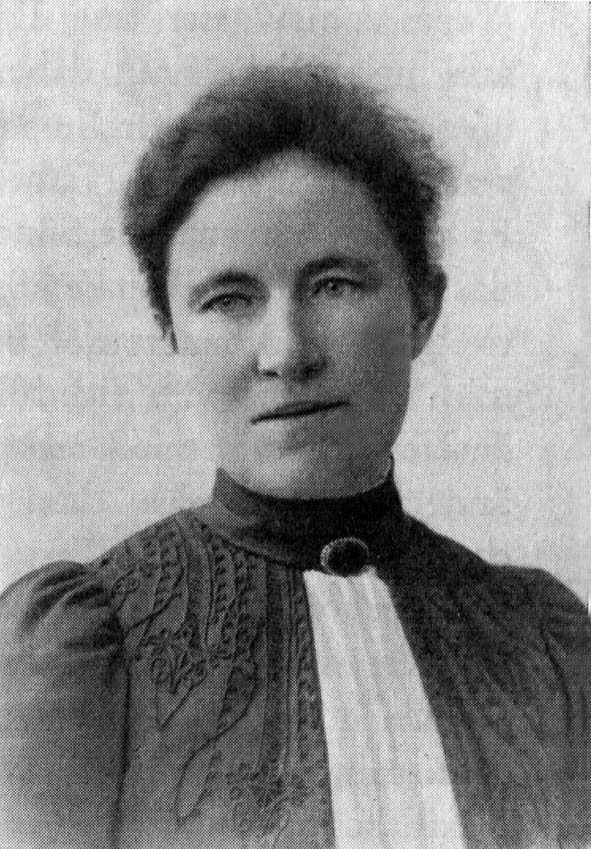
Porträt von Marcella O'Grady-Boveri im Jahr 1897

Marcella Boveri (* 7. Oktober 1863 in Boston; † 24. Oktober 1950 in Trenton, New Jersey), geboren als Marcella Imelda O’Grady, war eine US-amerikanische Biologin. Sie heiratete den deutschen Biologen Theodor Boveri, ihre Tochter Margret Boveri zählt zu den bekanntesten deutschen Nachkriegsjournalistinnen.
Marcella O’Grady war die Tochter irischer Einwanderer. Sie gehörte zu der ersten Generation von Frauen, die ein naturwissenschaftlich orientiertes Studium absolvierte, und legte als erste Frau 1885 ein Abschlussexamen in Biologie am Massachusetts Institute of Technology ab. Nachdem sie an der Harvard University ein Aufbaustudium absolviert hatte, arbeitete sie als Assistentin des Zoologen und ersten US-amerikanischen Genetikers Edmund B. Wilson am Bryn Mawr College in Pennsylvania. 1889 wechselte sie an das Vassar College, wo sie als Dozentin arbeitete.
1896 kam Marcella O’Grady als Gastwissenschaftlerin nach Würzburg, wo sie bei Theodor Boveri am Zoologischen Institut zellbiologisch forschen wollte. T. Boveri und Wilson kannten sich aus gemeinsamen Münchner Tagen. Am 5. Oktober 1897 heirateten die Boveris auf einer Reise in Boston. In Deutschland waren zu dieser Zeit Frauen noch nicht zum Universitätsstudium zugelassen. Sie war deshalb die erste offiziell zugelassene Hörerin an dieser Einrichtung. Sie wurde überwiegend als Kuriosum bestaunt. Einer der wenigen, die sie in ihrer Arbeit unterstützten und lebenslang mit ihr freundschaftlich verbunden blieben, war Wilhelm Conrad Röntgen.
Mit der Geburt ihrer Tochter Margret Boveri, die am 14. August 1900 zur Welt kam, gab Marcella Boveri sowohl ihre wissenschaftliche Karriere als auch ihre US-amerikanische Staatsbürgerschaft auf. Im zweiten Jahr des Ersten Weltkriegs, am 15. Oktober 1915, starb Theodor Boveri, der schon länger kränkelte. Ferdinand Sauerbruch, der allerdings nicht zu den Ärzten gehörte, die Boveri behandelten, vermutete eine Vergiftung durch Radium.
Marcella Boveri blieb zunächst in Deutschland. Sie kehrte erst im Januar 1925 in die USA zurück, wo sie sich als Wissenschaftlerin anerkannt fühlte und nicht nur als Witwe des Biologen Theodor Boveri wahrgenommen wurde. Im Alter von 62 Jahren übernahm sie am katholischen Albertus Magnus College in New Haven, Connecticut, den Aufbau der naturwissenschaftlichen Fakultät ("science department"). Sie lehrte dort bis 1943.